# Мартинсон, Сергей Александрович
Серге́й Алекса́ндрович Мартинсо́н (25 января [6 февраля] 1899, Санкт-Петербург, Российская империя — 2 сентября 1984, Москва, СССР) — советский актёр театра и кино. Народный артист РСФСР (1964).

## Биография
Сергей Мартинсон родился 25 января (6 февраля) 1899 года в семье почётного гражданина Санкт-Петербурга шведского происхождения Александра Александровича Мартинсона и русской дворянки Феодосии Александровны (урождённой Петровой). По утверждению внука, Владимира Баршая, шведом был дед Мартинсона, в 15 лет переехавший в Россию на учёбу к князю Юсупову.
Разные источники называют А. А. Мартинсона инженером-строителем, торговцем недвижимостью и фабрикантом. Согласно же самому актёру, чьи слова приводит театровед Людмила Кафанова, его отец продавал бриллианты, в том числе поставлял камни к императорскому двору. Семья жила в центре Петербурга в особняке на Миллионной улице, где собиралась культурная элита города и выступал с концертами Александр Скрябин — близкий друг отца.
Сергей с детства посещал ведущие столичные театры, занимался музыкой. В 7 лет его отдали в школу Анненшуле, где он в совершенстве овладел французским и немецким языками. В 1918 году он окончил частную гимназию Г. К. Штемберга и вступил в Красную армию. Демобилизовавшись через два года, он, по настоянию родителей, поступил в Технологический институт, но вскоре перевёлся в Институт сценических искусств, который окончил в 1923 году.
Выступал в эстрадных театрах Петрограда — в театре «Вольная комедия», «Свободном театре». Работу в кино начал в мастерских ФЭКС. Играл в Театре Революции (1924—1941) и в Мюзик-холле (1933—1936). Трижды становился ведущим актёром труппы Театра Мейерхольда (1925—1926, 1929—1933, 1937—1938), где играл вплоть до закрытия театра.
С 1945 года состоит в труппе Театра-студии киноактёра. Снимался у кинорежиссёров: Всеволода Пудовкина, Якова Протазанова, Сергея Юткевича, Бориса Барнета, Григория Рошаля, Александра Птушко.
Сергей Мартинсон также работал много и в мультипликации, озвучивая мультфильмы.
Выдающийся комедийный актёр, эксцентрик, мастер пантомимы, буффонады и гротеска. Один из самых популярных мастеров кино и театра. Сам себя комиком не считал, в то время как за рубежом искусство Мартинсона сравнивали с искусством Чарли Чаплина[кто?].

Могила Сергея Мартинсона

Умер 2 сентября 1984 года на 86-м году жизни в Москве. Похоронен на Кунцевском кладбище Москвы.

## Семья
Первая жена — Екатерина Ильина:
- дочь — Анна Сергеевна Мартинсон (1928—2012), художница театра и кино, с 1972 года в Израиле, затем в США. Была замужем за дирижером Рудольфом Борисовичем Баршаем (1954):
  - внук — владелец ювелирной компании Вальтер (Владимир Рудольфович) Баршай[англ.] (род. 1955).

С конца 1930-х годов С. Мартинсон жил в фактическом браке с балериной Еленой Добржанской (была репрессирована, умерла в Воркутлаге в 1952 году):
- сын Александр Сергеевич Мартинсон (1939—2003).

Третья жена — Луиза:
- дочь Наталья (род. 1956)[10], актриса[a].

## Творчество

### Роли в театре
Театр Мейерхольда
- «Рычи, Китай!» С. Третьякова (1923) — американский корреспондент[11]
- «Последний решительный» Вс. Вишневского — американец[11]
- «Мандат» Н. Р. Эрдмана (1925) — Валериан[11]

Театр Революции
- «Воздушный пирог» Ромашова — Плюхов[12]
- «Павел Греков» — Левицкий
- «Бесприданница» А. Н. Островского (1940) — Карандышев

Театр-студия киноактёра
- «Дочь русского актера» — Ушица
- «Смерть Пазухина» Салтыкова-Щедрина (1954) — Живновский

### Роли в кино
1. 1924 — Похождения Октябрины — Кулидж Керзонович Пуанкаре[13]
2. 1926 — Чёртово колесо — дирижёр оркестра
3. 1926 — Братишка — директор треста
4. 1932 — Две встречи — Белов, полковник
5. 1933 — Дезертир — прохожий
6. 1934 — Восстание рыбаков — Бредель, судовладелец
7. 1934 — Марионетки — Соль, парикмахер
8. 1935 — Гибель сенсации — Дизер, певец в кабаре
9. 1936 — Рыцари гусиного пера — лотошник
10. 1936 — Приключения Петрушки — рассеянный
11. 1937 — Остров сокровищ — Бредли
12. 1938 — Друзья из табора — Головин, ротмистр, командир белого эскадрона
13. 1938 — Семья Оппенгейм — Гутветтер, поэт
14. 1939 — Степан Разин — Федор Шпынь
15. 1939 — Золотой ключик — Дуремар
16. 1940 — Ветер с востока — Стефан
17. 1941 — Антон Иванович сердится — Керосинов
18. 1941 — Волшебное зерно — Живоглот
19. 1941 — Боевой киносборник № 6 — фашистский лётчик
20. 1941 — Боевой киносборник № 7 — Гитлер
21. 1942 — Боевой киносборник № 11 — Фридрих Гопп, немецкий лейтенант
22. 1942 — Швейк готовится к бою — офицер / манекен
23. 1943 — Лермонтов — барон де Барант / Степан Степанович
24. 1943 — Новые похождения Швейка — Гитлер
25. 1943 — Мы с Урала — руководитель танцевального кружка
26. 1944 — Сильва — Бонни Конислау
27. 1944 — Свадьба — Иван Михайлович Ять, телеграфист
28. 1947 — Подвиг разведчика — Вилли Поммер
29. 1948 — Третий удар — Гитлер
30. 1950 — Второй караван
31. 1951 — Пржевальский — Андрей Иванович Шатило, профессор, казначей Географического общества
32. 1952 — Садко — инок
33. 1953 — Корабли штурмуют бастионы — Фердинанд I, король Обеих Сицилий
34. 1953 — Налим (короткометражка) — Николя
35. 1953 — Сеанс гипноза (короткометражка) — Аркадий Мигалкин, гипнотизёр
36. 1953 — Илья Муромец — Мишатычка
37. 1956 — Безумный день — Миусов
38. 1958 — Идиот — Лебедев
39. 1959 — В нашем городе — управдом
40. 1959 — Черноморочка — Виталий Аркадьевич Омельский, композитор и руководитель оркестра
41. 1959 — Произведение искусства — Иван Николаевич, доктор
42. 1959 — Незваные гости — эпизод
43. 1960 — Спасите наши души — Нортон Мейсфилд
44. 1961 — Алые паруса — Филипп, угольщик
45. 1961 — Вечера на хуторе близ Диканьки — Осип Никифорович, дьяк
46. 1961 — Вольный ветер — кабатчик
47. 1962 — Весёлые истории — дядя с собачкой
48. 1963 — Укротители велосипедов — Георг Сибуль, старый гонщик
49. 1964 — Сказка о Мальчише-Кибальчише — Дедина 518, шпион-диверсант
50. 1964 — Москва — Генуя — Барту
51. 1964 — Сказка о потерянном времени — Прокофий Прокофьевич, злой волшебник
52. 1965 — Спящий лев — Николай Николаевич Телегин
53. 1965 — Тридцать три — Валентин Петрович, отец Розочки
54. 1966 — Сказка о царе Салтане — опекун Салтана
55. 1966 — Дядюшкин сон — князь Гаврила
56. 1967 — Иные нынче времена — князь Борис
57. 1968 — Улыбнись соседу — артист
58. 1968 — Калиф-аист — визирь
59. 1969 — 13 поручений — меломан
60. 1969 — Время счастливых находок — князь
61. 1969 — Красавица — одинокий дедушка с палочкой
62. 1970 — В тридевятом царстве… — герцог де Моллюск
63. 1970 — Любовь к трём апельсинам — Король (поёт Е. Владимиров)
64. 1970 — Полчаса на чудеса — Абрикадабр
65. 1972 — Летние сны — главбух
66. 1972 — Руслан и Людмила — посол Византии
67. 1973 — Города и годы — Перси
68. 1974 — Бенефис Сергея Мартинсона — камео
69. 1975 — Большой аттракцион — дед Матвей
70. 1975 — Бенефис Ларисы Голубкиной — камео
71. 1975 — В стране ловушек (анимационно-игровой фильм) — Волшебник
72. 1976 — Про дракона на балконе, про ребят и самокат — Сергей Васильевич
73. 1977 — Вооружён и очень опасен — мистер Тротт
74. 1978 — Новые приключения капитана Врунгеля — сэр Вант
75. 1978 — Ярославна, королева Франции — епископ Роже, посланник французского короля
76. 1981 — Приключения Шерлока Холмса и доктора Ватсона: Собака Баскервилей — мистер Фрэнкленд, отец Лоры Лайонс
77. 1983 — И жизнь, и слёзы, и любовь — Егошкин

### Озвучивание мультфильмов
- 1940 — Ивась — Поручик
- 1941 — Слон и Моська — Моська (нет в титрах)
- 1945 — Пропавшая грамота — Ведьма
- 1948 — Слон и муравей — Волк (нет в титрах)
- 1948 — Полкан и шавка — Шавка (нет в титрах)
- 1948 — Федя Зайцев — человечек, нарисованный мелом на доске / странное животное
- 1948 — Чемпион — Волк (нет в титрах)
- 1949 — Лев и заяц — Заяц (нет в титрах)
- 1953 — Крашеный лис — Лис (нет в титрах)
- 1954 — Козёл-музыкант — Осёл (нет в титрах)
- 1954 — Подпись неразборчива — Крыс (нет в титрах)
- 1955 — Заколдованный мальчик — главная крыса (нет в титрах)
- 1956 — Миллион в мешке — сыщик Ищи-Свищи
- 1956 — Маленький Шего — Гиена (нет в титрах)
- 1957 — Снежная королева — Ворон (нет в титрах)
- 1958 — Лиса и волк — Старик-рыбак (нет в титрах)
- 1958 — Первая скрипка — Бабочка (нет в титрах)
- 1958 — Петя и Красная Шапочка — Диктор
- 1958 — Тайна далёкого острова — Доктор (в титрах — В. Мартинсон)
- 1958 — Кошкин дом — Петух
- 1958 — Мальчик из Неаполя — Лошадь
- 1959 — Приключения Буратино — знахарь Богомол / петух (нет в титрах)
- 1959 — Легенда о завещании мавра — Цирюльник
- 1960 — Золотое пёрышко — придворный
- 1960 — Непьющий воробей. Сказка для взрослых — дрозд
- 1960 — Мультипликационный Крокодил № 2 (сюжет «Однажды в магазине») — Костюм / Стиральная машина (вокал, нет в титрах)
- 1960 — Лиса, бобёр и другие — осёл
- 1960 — Человечка нарисовал я — человечек, нарисованный мелом на доске / восьминогое животное
- 1961 — Чиполлино — Принц Лимон / солдаты-Лимончики (нет в титрах)
- 1961 — Дорогая копейка — Цент
- 1961 — Ключ — голова Змея Горыныча
- 1961 — Мультипликационный Крокодил № 6 — Блокнотик (нет в титрах)
- 1961 — Впервые на арене — Пудель-куплетист
- 1962 — Дикие лебеди — монах
- 1963 — Дочь солнца — Северный Ветер
- 1964 — Дюймовочка — Жук
- 1965 — Пастушка и трубочист — Генерал
- 1967—1971 — Маугли — шакал Табаки
- 1970 — Самый главный — Портной
- 1971 — Как ослик счастье искал — Овца
- 1972 — Утёнок, который не умел играть в футбол — Петух
- 1973 — Жук — кривая горка — Жук-часовщик
- 1974 — Толик и Тобик — Рупор
- 1979 — Про щенка — Ворон

## Награды и звания
- народный артист РСФСР (30.6.1964)
- заслуженный артист РСФСР (6.3.1950)
- орден Трудового Красного Знамени (24.1.1979)
- орден «Знак Почёта» (14.4.1944)
- медали.

## Комментарии
1. ↑  Снималась в фильмах «По семейным обстоятельствам»,
«Сезон чудес»,
«Мятежная баррикада», «Исполняющий обязанности», «Нежный возраст», «Странные взрослые», «Риск — благородное дело», «Комета», «Вам и не снилось…» и других.